# 가와이촌 (이와테현)
가와이촌(일본어: 川井村)은 이와테현 중앙부에 있던 시모헤이군의 촌이다. 하야치네 자연 환경 보전 지역, 구자카이 고원 자연 환경 보전 지역, 아오바마쓰야마 자연 환경 보전 지역이 포함된다.
2010년 1월 1일에 미야코시에 편입 합병되어 소멸했다.

## 지리
평지는 거의 없고 강가에 인가가 밀집하는 지구가 많다.

## 역사
- 1889년 4월 1일 - 정촌제 시행으로 여러 촌들이 합병해 나카헤이 군 가와이 촌, 오구니 촌, 몬마 촌이 성립.
- 1896년 3월 29일 - 나카헤이 군과 기타헤이 군, 히가시헤이 군이 합병해 시모헤이군이 되면서 3촌은 시모헤이 군 소속이 됨.
- 1955년 7월 1일 - 구 가와이 촌, 오구니 촌, 몬마 촌이 합병해 새로운 가와이 촌이 성립.
- 2010년 1월 1일 - 미야코시에 편입.

## 교통

### 철도
- 동일본 여객철도 야마다 선

### 도로
- 국도 제106호선
- 국도 제340호선